# Явление (фильм, 2008)
«Явление» (англ. The Happening) — научно-фантастический триллер с элементами хоррора, поставленный режиссёром М. Найт Шьямаланом и вышедший в 2008 году.

## Сюжет
В северо-восточной части США люди по неизвестным причинам начинают совершать массовые самоубийства. Сначала люди становятся дезориентированными, затем прекращают двигаться, и, наконец, находят самый быстрый и самый кошмарный способ убить себя — девушка протыкает себе сонную артерию длинной шпилькой, строители прыгают с лесов, мужчина в зоопарке сам себя скармливает львам, другой мужчина ложится под работающую сенокосилку, и т. п. Эпидемия начинается в парках и быстро распространяется к близлежащим населённым пунктам. Сначала люди считают, что это биологическая атака террористов, но потом эта теория кажется все менее верной, потому что события начинают происходить и в небольших городках.
Эллиот Мур, преподаватель в средней школе в Филадельфии, обсуждает со своими учениками внезапную пропажу пчёл сразу в нескольких штатах. 
Когда в эфир выходят новости о внезапных массовых самоубийствах, занятия в школе отменяют, и Эллиот решает уехать из города вместе со своей женой Альмой, другом Джулианом и его восьмилетней дочерью Джесс. Поезд, в котором они ехали, останавливается в маленьком городе в штате Пенсильвания; машинист говорит, что они потеряли связь и не могут дальше ехать. Джулиан узнаёт, что «нападения» (террористов, как все думают) затронули Принстон (Нью-Джерси), где находится его жена. Он оставляет дочь Джесс с Эллиотом и Альмой, а сам едет к жене в заражённый город. Подъезжая к городу, он видит на зелёной аллее трупы людей, развешанные на деревьях. Девушка, попутчица Джулиана, в ужасе впадает в истерику; Джулиан пытается её успокоить и отвлечь и вдруг замечает разрыв в брезентовой крыше автомобиля, через который в кабину проникает заражённый воздух. Надышавшись им, водитель, сидящий за рулём, разбивает машину о дерево, а Джулиан, не получив смертельных травм, выходит из автомобиля и режет себе вены осколком стекла. Что случилось с его женой — неизвестно, но можно предположить, что и она тоже погибла.
Тем временем Эллиот, Альма и Джесс садятся в машину к двум садоводам. Один из них высказывает теорию, что растения могут нападать на другие живые организмы в целях самозащиты. Он также говорит, что растения могут общаться между собой. На машине они доезжают до перекрёстка, и тут выясняется, что все ближайшие города подверглись эпидемии самоубийств: множество других машин прибывают на тот же перекрёсток, сбегая из заражённых мест.
Люди решают идти пешком через поле в маленькое поселение, где, предположительно, ещё не было атаки. Они разбиваются на две группы. Эллиот, Альма и Джесс оказываются в меньшей группе; вторая группа была в несколько раз больше и шла позади первой. Пока они шли, Эллиот слышит за спиной выстрелы — люди второй группы один за другим убивают себя из одного пистолета. Эллиот думает, что на самом деле это растения выпускают яд, который влияет на человека. Чем больше группа людей, тем более вероятно, что у растений будет вызвана реакция самозащиты. Эллиот предлагает разделиться ещё на три группы; с ним остаются Альма, Джесс и два подростка — Джордж и Джимми.
В поисках еды для Джесс группа Эллиота натолкнулась на забаррикадированный дом с оставшимися в живых внутри, которые все ещё верят в то, что во всём виноваты террористы. Они не желают открывать двери, и, когда подростки начинают ломиться в дом, хозяева стреляют из огнестрельного оружия, и Джордж с Джимми погибают. Оставшимся в живых Эллиоту, Альме и Джесс приходится бежать. Они выходят к дому женщины, живущей в полной изоляции, которая не осведомлена о всеобщей панике. Она позволяет им остаться у неё в доме, но относится к постояльцам подозрительно и несколько неприязненно.
На следующее утро, Эллиот просыпается и не может найти Альму и Джесс. Он неосторожно входит в комнату пустившей их переночевать старухи, и та кричит, что он хотел её обокрасть. Женщина в бешенстве выходит из дома в сад, где на неё реагируют растения, и она убивает себя, разбивая голову о стены и окна дома. Понимая, что механизм защиты стал ещё более чувствительным, затрагивая даже одного человека, Эллиот закрывается в доме. Он запирается в комнате, где может слышать Альму и Джесс, которые рано утром вышли в сад и забрели в сарай (под землёй из этой комнаты в сарай на улице ведёт труба, через которую можно говорить). Эллиот и Альма решают, что если они умрут, то в последнюю минуту должны быть вместе. Вместе с Джесс они выходят на улицу, медленно идут друг другу навстречу, однако ничего не происходит — видимо, действие токсина прекратилось до того, как они вышли на улицу.
Три месяца спустя Эллиот и Альма начали новую жизнь с Джесс, как с приёмной дочерью. По телевидению защитник окружающей среды предупреждает, что всеобщая эпидемия была только лишь предупреждением наступающей глобальной катастрофы, которой еще никогда не существовало на нашей планете (подобно сыпи, которая предшествует инфекции, или красной воде, непригодной для питья, как одна из египетских казней), однако телеведущий не верит ему и говорит, что если бы это было так, то такое повторилось бы в каком-нибудь другом месте. Эллиот стоит с Джесс на автобусной остановке — она впервые идёт в школу. В это время Альма узнаёт, что беременна. Когда Эллиот возвращается, Альма приветствует его с улыбкой и говорит о том, что он скоро станет отцом.
Действие фильма перемещается в Париж. Два молодых человека, идя по аллее, увлечённо разговаривают друг с другом, но вдруг замечают, что люди, проходящие мимо, останавливаются (замирают). При этом ветер колышет деревья, и это свидетельствует о том, что произошёл повторный выброс токсина в воздух…

## Актёрский состав
- Марк Уолберг — Эллиот Мур
- Зоуи Дешанель — Альма Мур
- Джон Легуизамо — Джулиан
- Бетти Бакли — миссис Джонс
- Эшлин Санчес — Джесс
- Фрэнк Коллисон — владелец теплицы
- Виктория Кларк — владелица теплицы
- Джереми Стронг — рядовой Остер
- Брайан О’Хэллоран — водитель
- Алан Рак — директор
- Джоэль де ла Фуэнте — риэлтор
- Спенсер Бреслин — Джош
- Роберт Бэйли-мл. — Джаред
- Чарли Сэкстон — Дилан
- М. Найт Шьямалан — Джоуи (только голос)

## Производство
В январе 2007 года Шьямалан предложил сценарий под названием The Green Effect (Зелёный Эффект) различным студиям, но им никто не заинтересовался. Режиссёр немного переписал сценарий для компании 20th Century Fox так, чтобы его можно было бы сравнивать с такими фильмами как «Птицы» (1963) и «Вторжение похитителей тел» (1956).
Позже в марте Уолберг вёл переговоры с Шьямаланом об участии в фильме. Бюджет фильма составил 57 млн долл. 
Основная часть фильма снималась в Индии компанией UTV. Съёмки начались в августе 2007 года в Филадельфии. Дата выпуска фильма преднамеренно была назначена на пятницу 13 июня 2008 года.

## Музыка к фильму
Музыку к фильму написал номинант на «Оскар» Джеймс Ньютон Ховард. Музыка была записана в Голливуде, в симфонической студии Sony Scoring Stage. С оркестром и соло Майи Бейзер. Саундтрек к фильму был выпущен 3 июня 2008 года.

## Кассовые сборы
В премьерный день (в пятницу 13) фильм «Явление» собрал 13 млн $. До конца недели общие сборы составили 30 517 109 $ в 2 986 кинотеатрах, фильм был на третьем месте по театральной кассе после «Невероятного Халка» и «Кунг-фу панды». Иностранная театральная касса в первые выходные показа составила примерно 32,1 млн $. Общее количество денег в течение первого уик-энда составило 62,7 млн $. Общие кассовые сборы на 15 июля 2008 года составили 185,9 млн $.

## Факты
- По словам режиссёра, 85 % действия фильма происходит на улице.
- Съёмки картины длились 44 дня и стартовали 6 августа 2007 года, спустя ровно 9 лет со дня начала производства фильма «Шестое чувство» и в день рождения режиссёра.
- Это первый фильм Шьямалана с возрастным рейтингом R, при котором дети до 17 допускаются в кинотеатр только в сопровождении взрослых. Все предыдущие его картины имеют рейтинг PG-13.
- Сцены фильма снимались в точном хронологическом порядке, в котором они располагались в сценарии.
- В главной роли режиссёр изначально видел только Марка Уолберга.
- В конце фильма Джесс надевает рюкзак с надписью «Avatar» из мультфильма «Аватар: Легенда об Аанге», который Шьямалан экранизировал после фильма «Явление».
- На идее об эпидемии самоубийств основан роман Александра Громова "Год Лемминга".
- Предположение о том, что растения умеют общаться друг с другом и совместно защищаться от врагов, ставшее основой сюжета фильма, имеет под собой некоторые основания. По данным статьи на сайте «Элементы науки»:

…растение, погрызенное травоядными, выделяет в воздух этилен, и для соседних растений он служит сигналом тревоги — они начинают усиленно вырабатывать ядовитые вещества для защиты от поедания— http://elementy.ru/email/5021738